# Bartholomeus Roodenburch
Bartholomeus Adrianus Roodenburch (ur. 29 czerwca 1866 w Amsterdamie, zm. 16 lipca 1939 w Oegstgeest) – holenderski pływak, uczestnik Letnich Igrzysk Olimpijskich 1908 w Londynie.
Podczas igrzysk w 1908 roku wystartował na 100 metrów stylem grzbietowym, lecz odpadł w eliminacjach.